# Hanna Lindqvist
Hanna Lindqvist, född 18 januari 1992 i Avesta, är en svensk ishockeyforward som spelar i Riksserien för Leksands IF.
Lindqvist började sin hockeykarriär i Skogsbo SK, och spelade till 16 års ålder med pojkar innan hon började spela med damer. 2008 flyttade hon till Leksand för att gå på hockeygymnasiet och spela för Leksands IF. Inför säsongen 2012/2013 bytte hon klubb till Brynäs IF. Där blev det dock bara ett fåtal matcher innan hon flyttade tillbaks till Leksand igen. Landslagsdebuten med Damkronorna skedde januari 2014 i en turnering i Tyskland, och totalt har hon spelat tolv landskamper.